# Нгати-кахунгуну

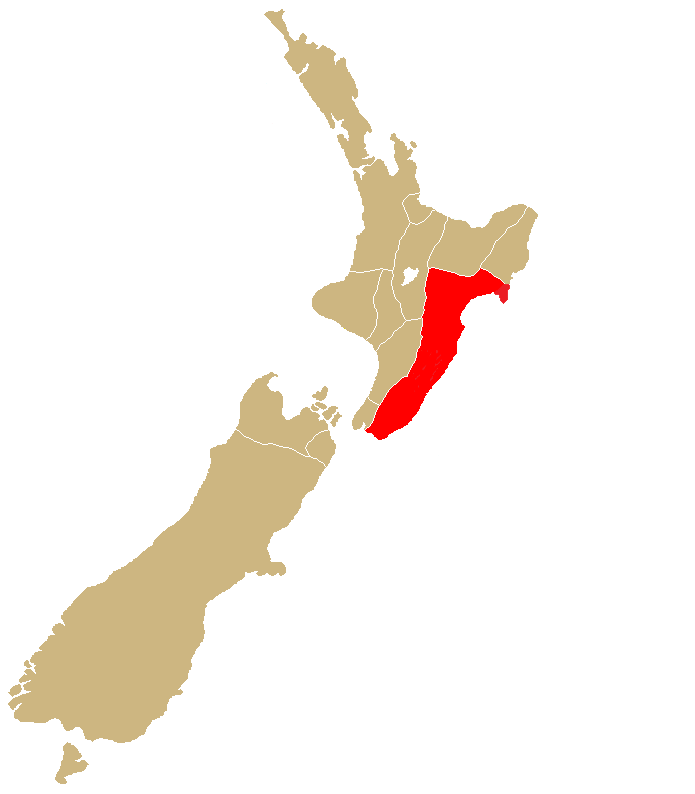
Район расселения племени Нгати Кахунгуну на Северном острове Новой Зеландии

Нгати Кахунгуну — это племя (иви) маори, расположенное вдоль восточного побережья Северного острова Новой Зеландии. Иви традиционно сосредоточена в районах Хокс-Бей и Уаирарапа.
Племя состоит из шести географических и административных подразделений: Уаироа, Те Уангануи-а-Ороту, Херетаунга, Таматеа, Тамаки-нуи-а Руа и Уаирарапа. Это третье по численности населения племя маори в Новой Зеландии, где 61 626 человек (9,2 % населения маори) идентифицировали себя как Нгати Кахунгуну по переписи 2013 года.

## Ранняя история

### Предварительная колонизация
Нгати Кахунгуну ведут свое происхождение от каноэ Такитиму. Согласно традициям Нгати Кахунгуну, Такитиму прибыл в Аотеароа из Самоа примерно в 1100—1200 годах нашей эры как один из вака во время великого переселения. Другие каноэ — Таинуи, Те Арава, Токомару, Араитэуру, Матаатуа, Курахаупо, Аотэа, Нгатокиматаваоруа и Хорута. Согласно местной легенде, Такитиму и его команда были полностью тапу. В его команду входили только люди: высшие вожди, вожди, тохунга и элитные воины. Ни до, ни во время рейса приготовленную пищу не ели. Капитаном Такитиму был Таматеа Арикинуи, также известный как Таматеа Покай-Венуа. Он покинул ваку в Туранге, путешествуя по суше, пока не прибыл в Аурири в районе Хокс-Бей. Само каноэ Такитиму продолжило свое путешествие к Южному острову под командованием нового капитана Таху Притики. Южный остров иви Нгаи Таху получил свое название от Таху Притики.
Согласно одной из версий, Кахунгуну был правнуком Таматеи и родился в современной Каитаиа. Другие источники указывают на более прямую связь, в том числе то, что Кахунгуну был сыном Таматеи. В любом случае широко известно, что Кахунгуну много путешествовал по Северному острову в раннем взрослом возрасте, в конце концов поселившись на восточном побережье Северного острова. Он несколько раз женился во время своих путешествий, и в результате многие хапу Северного острова прослеживают свою родословную прямо до Кахунгуну. Многие из его браков заключались в дипломатических целях, объединяя различных иви против своих врагов, создавая узы и обеспечивая мир. В какой-то момент Кахунгуну прибыл на полуостров Махия, где он преследовал и женился на Ронгомайвахине, женщине из Нукутауруа, которая была вождем. Она была известна своей красотой и, согласно легенде, бросила вызов Кахунгуну, оскорбив его харизматическую репутацию и предложив ему доказать, что он достоин ее. Кахунгуну принял вызов и после многочисленных испытаний добился согласия Ронгомайвахине на брак. Племена (иви) Нгати Кахунгуну и Нгати Ронгомайвахине произошли от этого брака.

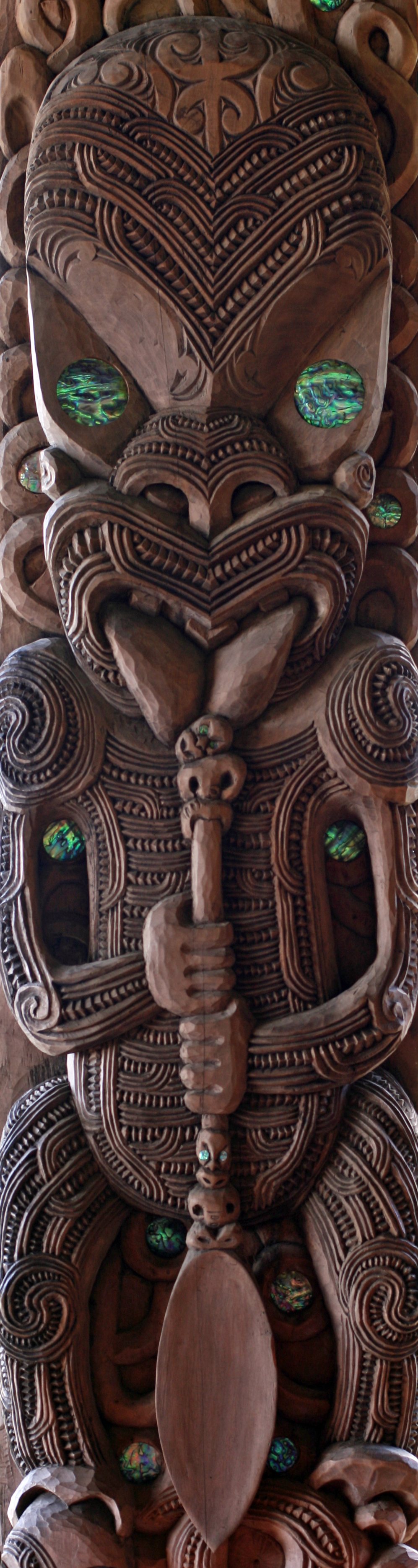
Предок Кахунгуну изображен с веслом каноэ мореплавателя.

Старшего сына Кахунгуну и Ронгомайвахине звали Кахукурануи. Среди его детей было двое сыновей, Ракаихикуроа и Ракайпака. Ракаихикуроа возглавил миграцию своих семей и последователей из Нукутауруа на полуострове Махия в Херетунгу, регион, известный сегодня как Хокс-Бей. Ракайпака остался в Нухаке, где он остается одноименным предком хапу Нгати Ракайпака этого района. С Ракайхикуроа от Махии до Херетонги был сын от одного из его первого брака, Тарая. Вскоре после их прибытия в Херетунгу, Тарая сменил Ракаихикуроа в качестве лидера своего народа, и он показал себя опытным стратегом в борьбе за господство в регионе, вытеснив Ватумамоа, Рангитане, Нгати Ава и Нгати Тара, племена, которые жили в Петане, Те Вангануи-а-Ороту и Вайохики. При жизни Тараи Херетунга попал под контроль его народа, который стал первым из Нгати Кахунгуну в этой области.
В последующих поколениях потомки Тараи разделились на разные хапу. Пристрастия изменились, и геополитика маори в регионе в значительной степени разыгрывалась как внутренняя борьба за господство среди хапу Нгати Кахунгуну, за исключением набегов Нгати Пороу и неоднократных попыток Нгати Раукава обосноваться в Херетунге. Со временем некоторые хапу Нгати Кахунгуну поселились в регионе Вайрарапа, найдя там относительно мирное существование до прибытия европейских поселенцев. Из множества хапу, появившихся в Херетонге, наиболее доминирующими были Нгаи Те Вату-и-Апити и Нгаи Те Упокойри. Первые были людьми предка Те Вату-и-Упити, праправнука Ракаихикуроа, потомка его второго брака. Его потомки находились в соперничестве с Нгай Те Упокоири, которые происходили от Тараи через брак с одним из его внуков.

### НачалоXIX века
В 1807 году разразились Мушкетные войны, когда вожди северных Нгапухи, теперь вооруженные огнестрельным оружием, начали нападения на более слабые племена маори на юге. Продолжающийся конфликт достиг восточного побережья, когда в 1822 году военный отряд Нгати Туваретоа во главе с Манануи Те Хеухеу Тукино II вторгся на территорию Нгати Кахунгуну. Вооруженный мушкетами, Те Хеухеу прибыл, чтобы помочь Нгаи Те Упокоири вернуть потерянную па в Те Рото-а-Тара. Те Рото-а-Тара был укрепленным островом на озере Рото-а-Тара недалеко от современного места Те Аут в Херетонге. Па исторически был важным стратегическим активом Нгаи Те Упокоири, но недавно он был оккупирован Тангитеруру, вождем племени Нгати Пороу, который вторгся в Херетаунгу с помощью Нгати Мару. После прибытия военного отряда Те Хеухеу Тангитеру покинул па. Однако его быстро снова занял Те Парейхе, молодой вождь Нгаи Те Вату-и-Апити. Те Хеухе осадил па, но не смог его захватить. После того, как его брат был убит в перестрелке в соседнем Ваимараме, Те Хеухе отказался от осады Рото-а-Тары и вместо этого совершил набег на па в Ваимараме. После этого он вернулся в Нгати Туваретоа, чтобы перегруппироваться и подготовиться ко второму штурму Те Рото-а-Тара. Вернувшись через несколько недель, Те Хеухеу присоединился к военному отряду Нгати Раукава во главе с Те Ватануи, и вместе они разработали план штурма островной крепости. Они построили дамбу, по которой они могли перейти от берега озера к па Те Рото-а-Тара Те Пареихе оказал такое сильное сопротивление в последовавшей битве, что Те Хеухе и Те Ватануи были отброшены назад в полном поражении с потерей более 500 вождей. Те Парейхе покинул Те Рото-а-Тара после битвы и переехал в Порангахау.
Хотя он отбил превосходящие силы у Те Рото-а-Тара, Те Пареихе знал, что оборона Херетонги была неустойчивой без преимущества огнестрельного оружия. Он и его товарищ, вождь Нгати Кахунгуну Тиакитай, заключили союз с Те Вера Хаураки, вождем из Нгапухи, который поселился на полуострове Махия. Вместе их силы отбили Те Рото-а-Тара па у Нгаи Те Упокоири, который оккупировал остров-крепость после того, как Те Пареихе сбежал в Порангахау. Но когда до альянса дошли новости о том, что огромная коалиция воинов Уаикато и Туваретоа собиралась, чтобы атаковать Херетунгу, Те Вера согласился защитить Те Пареихе и Нгати Кахунгуну в его поселении-крепости в Махии. Следовательно, в конце 1823 года Те Пареихе возглавил исход беженцев из Нгати Кахунгуну из Херетонги в Махию, отправившихся с пляжа в Ваимараме. Некоторые вожди, такие как Курупо Те Моанануи, Те Хапуку и Тиакитай, остались в Херетаунге, но большинство присоединились к исходу. К концу 1830-х годов военные действия закончились, и диаспора Нгати Кахунгуну начала возвращаться в Херетаунгу.
В 1840 году ряд вождей Нгати Кахунгуну подписали Договор Вайтанги.

### Колонизация
Распространение европейских поселений в конечном итоге достигло территории Нгати Кахунгуну и привело к быстрому приобретению земель маори английской короной в 1850-х и 1860-х годах. Вожди из области Херетонга, такие как Те Хапуку и Хенаре Томоана, потеряли значительные участки земли в результате продажи, которая с тех пор была названа «грабительской» и которая позже стала предметом споров и протестов. Потеря земли в этот период привела к появлению Движения за отказ, коалиции лидеров Нгати Кахунгуну, которые стремились остановить стремительную потерю земли в регионе и оспорить прошлые продажи.
В 1868 году в парламенте Новой Зеландии был создан электорат восточных маори, чтобы обеспечить парламентское представительство маори на востоке Северного острова, на территории, охватывающей Нгати Кахунгуну. Первыми представителями электората были вожди Нгати Кахунгуну Тареха Те Моанануи (1868—1871), Караитиана Такамоана (1871—1879) и Хенаре Томоана (1879—1881). Эффективности парламентского представительства маори в этот период препятствовало отсутствие свободного владения английским языком у избранных представителей маори, а также отсутствие доверия к самой европейской парламентской системе, которая считалась неспособной защитить интересы маори. В результате в 1890-х годах возникло движение Котахитанга, которое выступало за создание независимого парламента маори. Он созывал собрания в парламентском стиле в Папаваи Мараэ в Ваирарапе и Ваипату в Херетонге, на которых обсуждались ключевые вопросы, важные для маори. Однако к 1902 году Те Котахитанга не получил признания в парламенте Новой Зеландии и поэтому был распущен в пользу местных советов маори, которые были созданы в 1900 году.

## История XIX века

### Политическое лидерство
В начале XX века новое поколение лидеров маори начало участвовать в политическом ландшафте Нгати Кахунгуну. Колледж Те Аут открылся в 1854 году недалеко от Гастингса, а в 1880-х и 1890-х годах в нем учились Апирана Нгата, Мауи Помаре, Те Ранги Хироа (сэр Питер Бак) и Параире Томоана. В 1897 году они сформировали Ассоциацию студентов колледжа Те Ауте и стали активными участниками общественной жизни, часто выступая посредниками между короной и хапу в вопросах управления местными землями. В 1909 году к группе присоединился Джеймс Кэрролл, и она стала известна как Партия молодых маори.

### Первая мировая война
Когда в 1914 году разразилась Первая мировая война, ряд лидеров маори отреагировали на это, заявив о поддержке своих соответствующих хапу и иви. Выпускники Партии молодых маори, некоторые из которых в настоящее время являются парламентариями, в целом выступали за вербовку маори и участвовали в кампаниях по вербовке. Апирана Нгата и Мауи Помаре были самыми агрессивными сторонниками вербовки маори, а в Нгати Кахунгуну они получили поддержку Параире Томоана, который был сыном вождя Хенаре Томоана. Томоана работал с Нгатой для проведения кампаний по вербовке маори как в Нгати Кахунгуну, так и в других районах Северного острова.
Многие люди из Нгати Кахунгуну были среди маори, записавшихся на войну. Они были организованы в пионерский батальон Новой Зеландии (маори). Батальон участвовал в кампании Галлиполи в 1915 года и на Западном фронте в 1916—1918 годах. В январе 1918 года Параире Томоана опубликовал песню Pari Ra, произведение, написанное для солдат, погибших в битве. После войны эта мелодия была принята Королевским флотом Новой Зеландии в качестве официального медленного марша. Другими песнями, сочиненными Томоаной, были Tahi nei taru kino, I runga o nga puke, Hoki hoki tonu mai, Hoea ra te waka nei, Pokarekare Ana и haka Tika tonu. С тех пор песни стали драгоценными гимнами Нгати Кахунгуну, а в некоторых случаях были приняты другими племенами маори из-за их популярности во время войны.

### Вторая мировая война
После начала Второй мировой войны в 1939 году многие люди из Нгати Кахунгуну снова вступили в армию и сражались за границей, в основном в составе 28-го батальона маори. Солдаты из района Нгати Кахунгуну обычно объединялись в роту «D» батальона вместе с солдатами из Уаикато, Маниапото, Веллингтона и Южного острова. Кроме того, рота «D» также состояла из солдат с островов Тихого океана, а также с островов Чатем и Стюарт. Батальон участвовал в кампаниях в Греции, Северной Африке и Италии, в ходе которых заработал грозную репутацию чрезвычайно эффективной боевой силы. Это был также самый титулованный новозеландский батальон войны. После окончания боевых действий батальон предоставил контингент личного состава для службы в Японии в составе оккупационных сил Британского Содружества, прежде чем он был расформирован в январе 1946 года . Вирму Те Тау Хуата был известным офицером из Нгати Кахунгуну, служившим военным капелланом батальона маори.

### КонецXX века
К 1946 году только небольшой процент земель в регионе Нгати Кахунгуну был оставлен маори, и традиционные аграрные общины, составлявшие ядро общества маори, начали разрушаться, поскольку вернувшиеся военнослужащие нашли работу и поселились в городских районах, таких как Вайроа, Нейпир, Хейстингс и Мастертон. К 1966 году 70 % мужчин маори (по всей Новой Зеландии в целом) теперь работали в городских центрах занятости, особенно на морозильных заводах, на лесопилках, в транспортной отрасли (включая обслуживание дорог), в строительстве и на различных фабриках. В Хокс-Бей тысячи маори работали на предприятиях по замораживанию Вакату и Томоана недалеко от Гастингса. Однако закрытие обоих заводов сильно повлияло на региональную экономику и благосостояние общины маори, Вакату в 1986 году и Томоана в 1994 году.

## Радио Нгати Кахунгуну
Радио Кахунгуну — официальная станция Нгати Кахунгуну. Он начинался как учебная станция Политехнического университета Таиравити Те Тоа Такитини 2XY, сделав две краткосрочные трансляции на 1431 AM в декабре 1988 года, а также в октябре и ноябре 1989 года . Он был перезапущен в 1990 году под названием Radio Kahungunu 2XT, разделяя частоту 765 AM с Racing Radio и Radio Pacific в Хокс-Бей. Он начал вести постоянное вещание в конце 1991 года, переместил выделенные студии в Stortford Lodge в конце 1990-х и начал одновременную FM-трансляцию 4 сентября 2000 года. Он вещает из Гастингса и доступен на 94,3 FM и 765 AM в Хокс-Бей.

## Известные представители племени
- Ману Беннетт	Ману Беннетт (род. 1969), актер кино и телевидения, известный по ролям в фильмах «Спартак и Хоббит»
- Уэйн Бакингем	(род. 1956), бывший новозеландский мужской хоккейный правый полный защитник (1978—1981) и член олимпийской сборной Новой Зеландии по хоккею 1980 года.
- Джеймс Кэрролл (род. 1857—1926), член парламента от избирательных округов Восточных маори и Ваяпу, первый маори, занявший пост министра по делам коренных народов в правительстве.
- Тури Кэрролл (1890—1975), вождь племени, политик и солдат.
- Хирини Ваанга Кристи (1883—1955), религиозный лидер, член семидесяти членов Церкви Иисуса Христа Святых последних дней.
- Джемейн Клемент	(род. 1974), актер, музыкант, комик, певец, режиссер и писатель.
- Уильям Туракута Купер	(1886—1949), вождь племени и муж дамы Уины Купер.
- Айрини Доннелли (1855—1909), вождь племени и землевладелец.
- Лоуэлл Годдард (род. 1948), первый судья Маори Высокого суда Новой Зеландии, бывший председатель Независимого Управления по поведению полиции, назначил главу Независимого расследования сексуального насилия над детьми в Англии и Уэльсе в феврале 2015 года
- Джек Хеми (1914—1996), спортсмен, выступавший за команду новозеландской регбийной лиги маори и команду «Все черные маори».
- Ричард Тахуора Химона	(1905—1984), вождь племени и местный политик.
- Парекура Хоромия (1950—2013), член парламента от округа Икароа-Рав, министр по делам маори в Пятом лейбористском правительстве с 2000 по 2008 год.
- Хеми Питити Хуата	(1867—1954), вождь племени
- Донна Аватере Хуата (род. 1949), член парламента от ACT New Zealand с 1996 по 2003 год
- Вирему Те Тау Хуата (1917—1991), племенной и религиозный лидер, музыкальный композитор, написавший Tūtira Mai Ngā Iwi.
- Тама Хуата	(1950—2015), лидер исполнительских искусств.
- Росс Ихака (род. 1954), академик и соавтор языка программирования R.
- Сид Джексон	(1939—2017), маорийский активист и профсоюзный лидер.
- Хоани Те Чтоахоро (1841—1923), ученый и писатель, религиозный лидер Церкви Иисуса Христа Святых последних дней.
- Ранги Руру Вананга Караитиана (1909—1970), автор песен, композитор «Голубого дыма», прославившегося благодаря Пикси Уильямс.
- Рената Тама-ки-Хикуранги Кавепо (? — 1888), известный лидер иви Нгати Кахунгуну и военный лидер в Войне в Восточном Кейпе и Войне Те Кооти.
- Голан Хаберфилд Маака (1904—1978), лидер в области здравоохранения маори, один из первых врачей общей практики из маори.
- Маата Махупуку (Марта Грейс) (1890—1954), аисательница и автор дневников, подруга и доверенное лицо Кэтрин Мэнсфилд.
- Тиакитаи (? — 1847), известный вождь Нгати Кахунгуну, умер в море в сентябре 1847 года, плывя из Ахурири в Махию.
- Хенаре Томоана	Томоана Карнелла (1820—1904), видный вождь Нгати Кахунгуну, военачальник в Войне в Восточном Кейпе и Войне Те Кооти, член парламента от электората Восточных маори и член Законодательного совета Новой Зеландии.
- Параире Хенаре Томоана (? — 1946), известный вождь Нгати Кахунгуну, сын Хенаре Томоаны, редактор газеты Тоа Такатини и автор нескольких известных песен маори, в том числе «Э Пари Ра», «Хоера Те Вака Ней», «Хоки Хоки» и «Покарекаре Ана».
- Метирия Туреи (род. 1970), член парламента и сопредседатель Партии зеленых.